# Franciszek Urbański

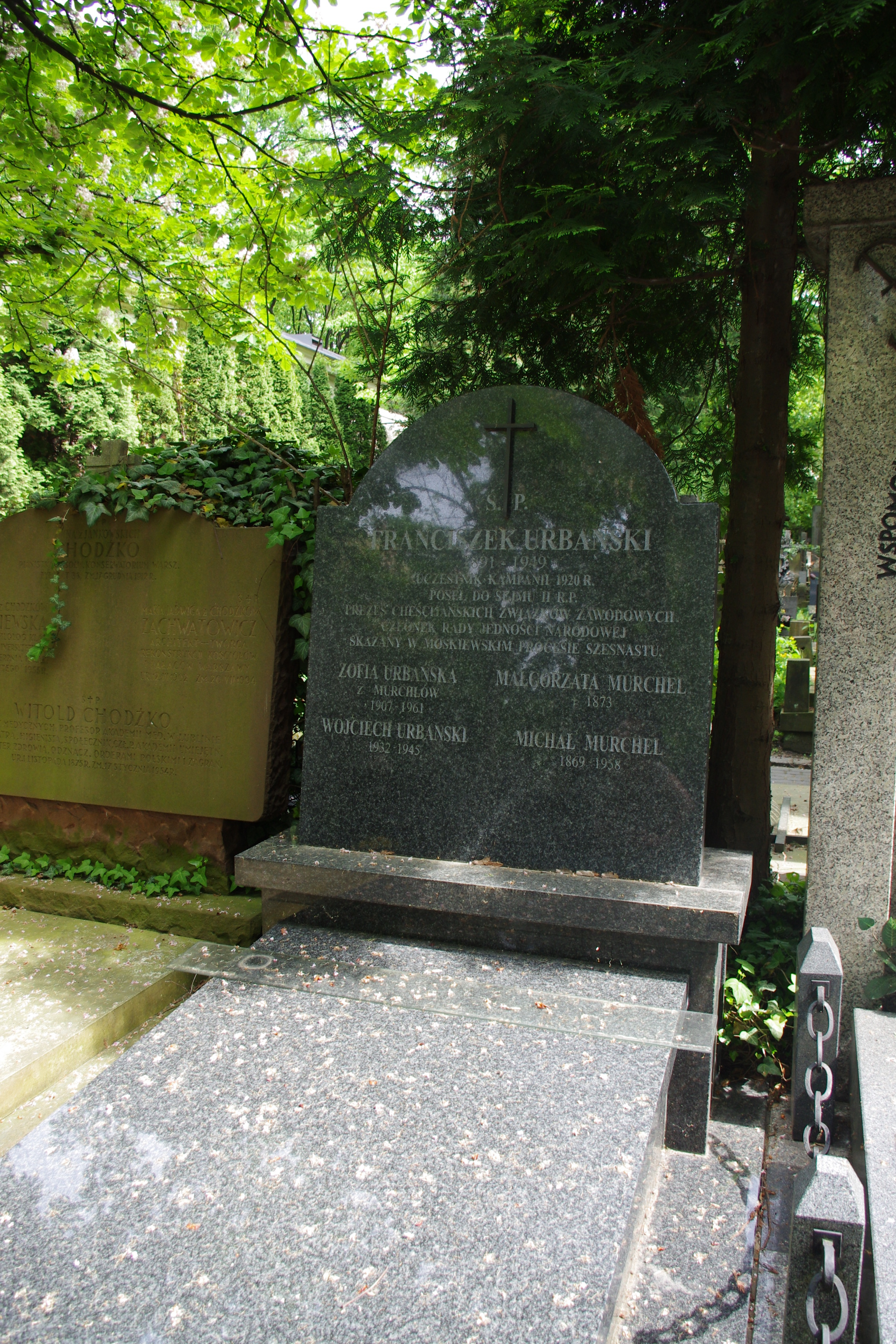
Grób polityka Franciszka Urbańskiego na Starych Powązkach w Warszawie

Franciszek Urbański, ps. Franciszek, Rzewuski (ur. 7 listopada 1891 w Suchodębiu, zm. 7 grudnia 1949 w Warszawie) – polski działacz związkowy, polityk, poseł na Sejm I, II i IV kadencji II Rzeczypospolitej.

## Życiorys
Był synem Andrzeja i Antoniny z Kacalaków Wojnarowskiej. Uczył się w szkole średniej w Łaniętach, następnie ukończył kursy Łaguny w Warszawie oraz Warszawskiego Towarzystwa Muzycznego i rozpoczął pracę jako organista.
W listopadzie 1918 uczestniczył w rozbrajaniu Niemców, był komendantem straży obywatelskiej. Ochotniczo wstąpił do Wojska Polskiego, walczył w wojnie polsko-bolszewickiej 1920. Od 1921 pełnił funkcję sekretarza generalnego Chrześcijańskich Związków Zawodowych Robotników Rolnych. Od 1924 był wiceprezesem, a od 1927 prezesem Chrześcijańskich Związków Zawodowych Rzeczypospolitej Polskiej.
W Sejmie Rzeczypospolitej Polskiej I kadencji był członkiem klubu Chrześcijańsko-Narodowego Stronnictwa Pracy. 
11 listopada 1937 został odznaczony Krzyżem Oficerskim Orderu Odrodzenia Polski.
Był jednym z 12 zakładników wskazanych Niemcom zgodnie z aktem kapitulacji miasta z 28 września 1939 w celu zabezpieczenia spokoju w mieście. W okresie okupacji niemieckiej działał w politycznych strukturach konspiracyjnych związanych ze Stronnictwem Pracy. Działacz Obozu Zjednoczenia Narodowego, od 1943 z ramienia Stronnictwa Pracy zasiadał w Radzie Jedności Narodowej. Walczył w powstaniu warszawskim. Aresztowany przez NKWD 28 marca 1945, skazany w procesie szesnastu na 4 miesiące więzienia. Powrócił do kraju w sierpniu 1945.
Zmarł 7 grudnia 1949. Pochowany na cmentarzu Powązkowskim w Warszawie (kwatera 170-2-7).